# Sotírios Versís
Sotírios Versís (en grec moderne : Σωτήριος Βερσής), né en 1879 et mort en 1918, a été un haltérophile grec, également athlète, double médaillé de bronze lors des Jeux olympiques d'été de 1896 à Athènes.

## Carrière
En athlétisme, il concourt au lancer du disque, terminant à la troisième place derrière Robert Garrett et son compatriote Panayótis Paraskevópoulos. Son meilleur jet est de 27,78 mètres.
La première épreuve d'haltérophilie est le poids lourd - à deux bras, Sotírios Versís soulève 90,0 kilogrammes et se classe 3e derrière Viggo Jensen et Launceston Elliot. Dans l'épreuve du poids lourd - à un bras, il est seulement capable de soulever 40,0 kilogrammes, il termine quatrième de l'épreuve.

## Palmarès

### Jeux olympiques
- Jeux olympiques de 1896 à Athènes (Grèce) :
  - Haltérophilie :
    -  Médaille de bronze sur l'épreuve poids lourd - à deux bras.
    - Quatrième sur l'épreuve poids lourd - à un bras.

  - Athlétisme :
    -  Médaille de bronze au lancer du disque.